# Casaforte di Povil
Con casaforte di Povil, tour Povil o castello la Tour Povil si indica un complesso medievale fortificato che si trova in località Povil, sulla collina del comune di Quart, in Valle d'Aosta.

## Descrizione
Meno noto dello scenografico castello di Quart, sito nel medesimo comune, il castello la Tour Povil si colloca a 693 m s.l.m. circa, lungo la strada che dal Villair porta in località Cleyves. Secondo una suggestiva ipotesi, si troverebbe a un miglio romano dalla presunta pietra miliare di Saint-Eusèbe della frazione Villair de Quart, sull'antica via delle Gallie, a cinque miglia da Augusta Praetoria: la salita della strada rispetto alla frazione di Villefranche (capoluogo di Quart) si spiegherebbe con la necessità di evitare le esondazioni della Dora Baltea in presenza del restringimento della valle centrale.

## Architettura

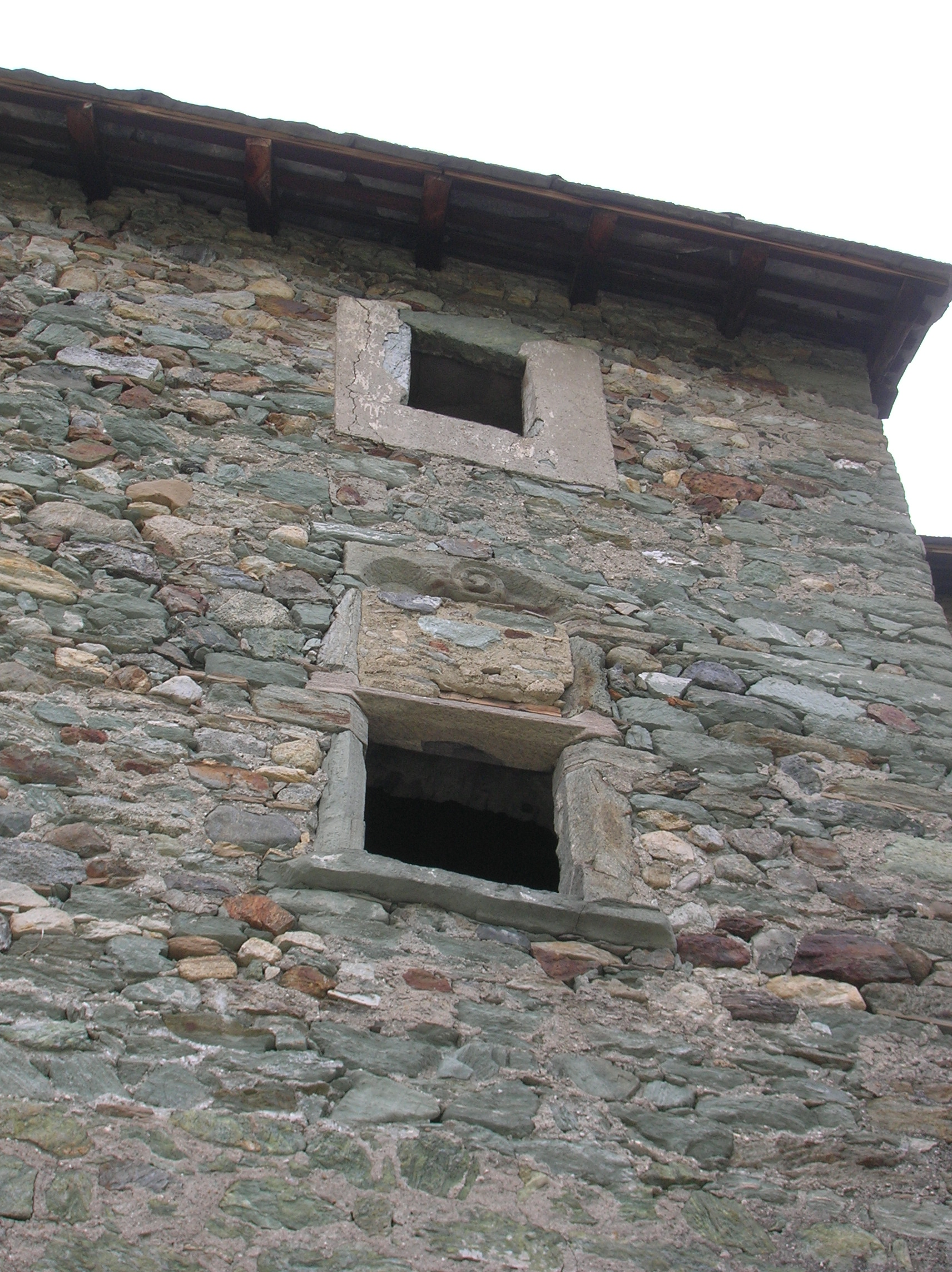
Un dettaglio delle finestre lavorate della torre, lato est.

La corte Povil, di proprietà privata e non visitabile, sembra oggi una fattoria ma allo sguardo attento rivela la struttura fortificata originaria. È composta da un insieme di case medievali, a cui si accede dal portale sul lato est sormontato da un arco ogivale, all'angolo del quale spicca la torre. Se ne ha una prima testimonianza in un documento del XIV secolo. Sulla facciata orientale dell'esterno si trova un affresco raffigurante l'Annunciazione, del XV secolo e mal conservato.
La torre, sul lato orientale del complesso, è composta di tre piani fuori terra e presenta una notevole porta ad arco e alcune finestre lavorate.
Il corpo abitativo principale si affaccia sul cortile interno con due finestre tufacee in stile gotico e presenta sull'ingresso lo stemma dei Piquart de la Tour, datato 1627.
Secondo Bruno Orlandoni, il tipo di architettura di casa con corte e torre della casaforte di Povil, che permetteva di unire la funzione difensiva a quella abitativa e commerciale, ebbe una grande diffusione nel XV secolo, seppure fosse probabilmente di origine anteriore; esso trova riscontri sia nella casa Lostan di Aosta che in caseforti dei centri minori: ne sono esempi la casaforte e torre di Ville ad Arnad, la casaforte Marseiller a Verrayes, la casaforte di Néran a Châtillon.

## Storia
Il nucleo originario della casaforte era una torre dei signori di Quart, che si estinsero nella seconda metà del XIV secolo. La proprietà fu quindi venduta, e ne venne infeudato da Casa Savoia Jean-Michel Piquart, all'epoca castellano di Quart e membro della famiglia La Tour di Courmayeur. Come ricostruisce Bruno Orlandoni, in contrasto con la genealogia riportata dal de Tillier, i diversi interventi dei Piquart sulla struttura, che portarono alla formazione del complesso che definiamo casaforte di Povil, vennero voluti in fasi successive da Pantaléon, dal figlio di questi Alexandre, dal nipote Pierre e infine dal bisnipote Antoine.
La famiglia dei Piquart de La Tour si estinse nella seconda metà del XVII secolo: i loro beni, tra cui la casaforte di Povil, passarono al barone di Quart Carlo Filippo Perrone, nel 1680.